# Competição

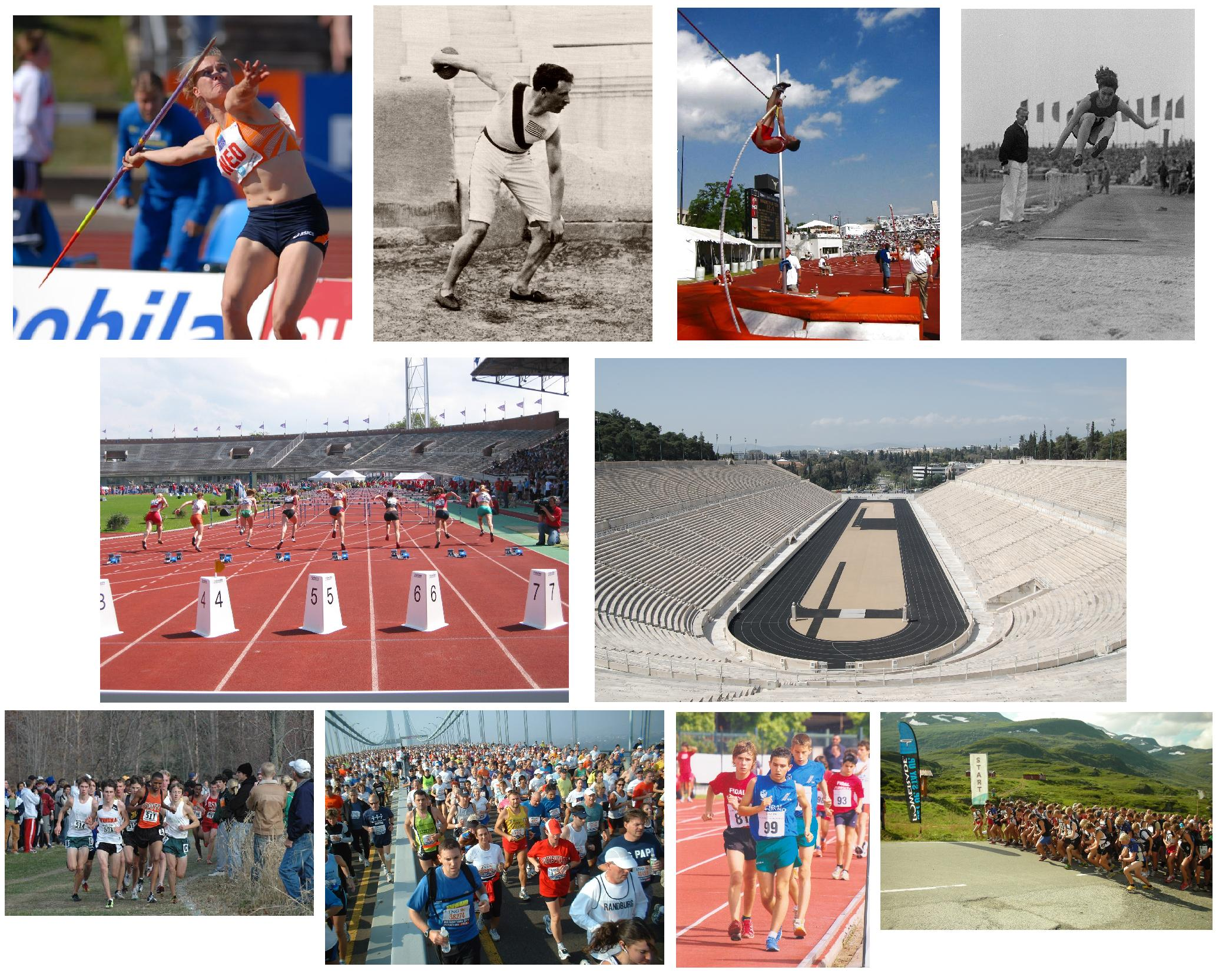
Competição nos esportes. Uma seleção de imagens mostrando alguns dos eventos esportivos classificados como competições de atletismo.

A competição é uma disputa ou rivalidade em que duas ou mais partes lutam por um objetivo comum que não pode ser compartilhado: onde o ganho de um é a perda do outro (um exemplo disso é um jogo de soma zero). A competição pode surgir entre entidades como organismos, indivíduos, grupos econômicos, sociais, ou até entre uma pessoa e uma máquina - no caso de jogos ou esportes eletrônicos, por exemplo. A rivalidade pode ser sobre a obtenção de qualquer objetivo exclusivo, incluindo reconhecimento: (p.ex. prêmios, bens, companheiros, status, prestígio), liderança, participação de mercado, nichos e recursos escassos, ou um território.
A competição ocorre na natureza, entre organismos vivos que coexistem no mesmo ambiente. Os animais competem por suprimentos de água, comida, parceiros e outros recursos biológicos. Os humanos geralmente competem por comida e companheiros, embora quando essas necessidades são atendidas, rivalidades profundas geralmente surgem pela busca de riqueza, poder, prestígio e fama quando em um ambiente estático, repetitivo ou imutável. A concorrência é um princípio importante das economias de mercado e negócios, muitas vezes associados à concorrência de negócios, pois as empresas competem com pelo menos uma outra empresa pelo mesmo grupo de clientes. A concorrência dentro de uma empresa geralmente é estimulada com o propósito maior de atender e alcançar maior qualidade de serviços ou produtos aprimorados que a empresa possa produzir ou desenvolver.
A competição é muitas vezes considerada o oposto da cooperação, no entanto, no mundo real, as misturas de cooperação e competição são a norma. Nas economias, como argumentou o filósofo R. G. Collingwood, "a presença desses dois opostos juntos é essencial para um sistema econômico. As partes de uma ação econômica cooperam na competição, como dois jogadores de xadrez". Estratégias ótimas para atingir objetivos são estudadas no ramo da matemática conhecido como teoria dos jogos.
A competição tem sido estudada em vários campos, incluindo psicologia, sociologia e antropologia. Psicólogos sociais, por exemplo, estudam a natureza da competição. Eles investigam o impulso natural da competição e suas circunstâncias. Eles também estudam dinâmicas de grupo, para detectar como a competição surge e quais são seus efeitos. Os sociólogos, por sua vez, estudam os efeitos da competição na sociedade como um todo. Além disso, os antropólogos estudam a história e a pré-história da competição em várias culturas. Eles também investigam como a competição se manifestou em várias configurações no passado, e como a concorrência se desenvolveu ao longo do tempo.

## Biologia e ecologia
A competição entre espécies é uma das forças mais importantes na biologia, especialmente no campo da ecologia.
A competição entre membros de uma espécie ("intraespecífica") por recursos como alimento, água, território e luz solar pode resultar no aumento da frequência de uma variante da espécie mais adequada para sobrevivência e reprodução até sua fixação dentro de uma população. No entanto, a competição entre recursos também tem forte tendência à diversificação entre membros de uma mesma espécie, resultando na coexistência de estratégias competitivas e não competitivas ou ciclos entre baixa e alta competitividade. Terceiros dentro de uma espécie geralmente favorecem estratégias altamente competitivas que levam à extinção de espécies quando as condições ambientais são adversas (suicídio evolutivo).
A competição também está presente entre as espécies ("interespecífica"). Quando os recursos são limitados, várias espécies podem depender deles. Assim, cada uma das espécies compete com as demais para ter acesso aos recursos. Como resultado, espécies menos aptas a competir pelos recursos podem desaparecer, a menos que se adaptem por deslocamento de caráter, por exemplo. De acordo com a teoria evolucionária, essa competição entre espécies por recursos desempenha um papel significativo na seleção natural. Em escalas de tempo mais curtas, a competição também é um dos fatores mais importantes que controlam a diversidade em comunidades ecológicas, mas em escalas maiores a expansão e contração do espaço ecológico é um fator muito maior do que a competição. Isso é ilustrado por comunidades de plantas vivas onde a competição assimétrica e a dominância competitiva ocorrem com frequência. Vários exemplos de competição simétrica e assimétrica também existem para animais.